# Provincia de Ocros
La provincia de Ocros es una de las veinte que conforman el departamento de Áncash en el Perú. Limita por el norte y por el este con la provincia de Bolognesi, y por el sur y el oeste con el departamento de Lima. Fue creada mediante la Ley n.º 25262, del 19 de junio de 1990, promulgada por Alan García.

## Historia

### Creación política
La creación política de Ocros como provincia fue el 19 de junio de 1990 por el presidente constitucional de la República del Perú Alan García Pérez y Guillermo Larco Cox, presidente del Consejo de Ministros y ministro de Relaciones Exteriores, mediante la Ley n.º 25262.

### Capital
La capital de esta provincia es la ciudad de Ocros, cuya importancia radica en su producción de ganadería, agricultura (fruticultura con un crecimiento agroindustrial), además del turismo vivencial ecológico.

### Población
La provincia de Ocros, tiene una población de 9196 habitantes, con una densidad de 4.7 habs./km².

## División política y administrativa

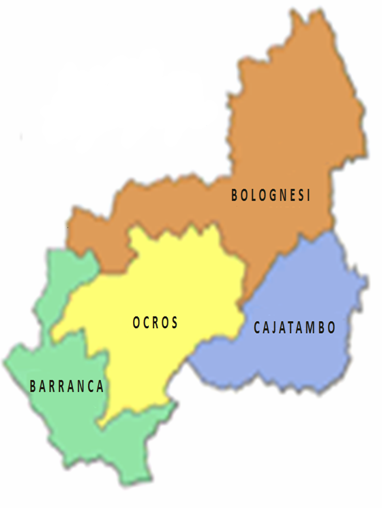
Extensión territorial de las provincias vecinas de Lima y Áncash. Perú.

La provincia tiene una extensión superficial de 2286,30 km² (con más 228 000 ha), la población provincial es de 6149 habitantes (censo de INEI de 2007), su capital, Ocros, tiene 1150 habitantes (censo de INEI de 2005) y se divide en 10 distritos:
| Distritos                | Capital                | Creación política | Población (censo de 1981) | Población (censo de 2005) | Población (censo de 2007) | Área (km²) | Altitud (m s. n. m.) |
| ------------------------ | ---------------------- | ----------------- | ------------------------- | ------------------------- | ------------------------- | ---------- | -------------------- |
| Ocros (distrito capital) | Ocros                  | 1825/Rat.1857     | 1150                      | 1539                      | 1375                      | 620.52     | 3230                 |
| Acas                     | Acas                   | 22/08/1857        | 470                       | 424                       | 812                       | 224.50     | 3689                 |
| Cajamarquilla            | Cajamarquilla          | 23/10/1907        | 150                       | 188                       | 429                       | 75.52      | 3514                 |
| Carhuapampa              | Aco                    | 30/09/1941        | 150                       | 393                       | 752                       | 109.78     | 2228                 |
| Cochas                   | Huanchay               | 22/08/1857        | 921                       | 1137                      | 1298                      | 412.48     | 800                  |
| Congas                   | Congas                 | 13/12/1943        | 800                       | 1233                      | 1215                      | 130.03     | 3055                 |
| Llipa                    | Llipa                  | 15/11/1957        | 618                       | 204                       | 843                       | 33.69      | 3020                 |
| San Cristóbal de Raján   | San Cristóbal de Raján | 15/10/1954        | 500                       | 473                       | 572                       | 67.75      | 3605                 |
| San Pedro                | Copa                   | 17/01/1945        | 850                       | 890                       | 1477                      | 547.03     | 2219                 |
| Santiago de Chilcas      | Santiago de Chilcas    | 19/11/1958        | 420                       | 382                       | 423                       | 65.00      | 3657                 |
| Total                    |                        |                   | 6149                      | 6863                      | 9196                      | 2286.30    |                      |

*Fuente: Censo Nacional 2007, XI Población y VI de vivienda (INEI, 1981, 2005, 2007). Censo de Población, vivienda y perfil sociodemográfico. INEI. Perú. Censo Nacional 1993, IX Población y IV de Vivienda (INEI).

## Autoridades

### Regionales
- Consejero regional
  - 2023-2026:[1] Uzias Aron Ariza Aguirre (Socios por Ancash)

### Municipales
- 2019-2022[1]
  - Alcalde: Ernesto Tony Salinas Castillo, de Siempre Unidos.
  - Regidores:

  1. Melania Claudia Rocca Núñez (Siempre Unidos)
  2. Aguilar Néstor Bottoni Arteaga (Siempre Unidos)
  3. ítalo Leonel Muñoz Godoy (Siempre Unidos)
  4. Lucy Marisol Gomero Olivares (Siempre Unidos)
  5. Amilcar Marino Aguirre Barrenechea (Acción Popular)

## Geografía

### Ubicación
- La provincia de Ocros está ubicada en el extremo sudoccidental del departamento de Áncash.

### Altitud
- La provincia de Ocros se encuentra a una altitud desde 800 m s. n. m. desde la zona Cochas hasta los 4000 m s. n. m. hasta la Punta de Chonta con límite con la provincia de Bolognesi.

### Coordenadas geográficas
- Las coordenadas geográficas de su capital, Ocros, son longitud oeste 77°23′46″ y latitud sur 10°24′00″.

### Clima
- Es de clima templado que lo caracteriza a la zona andina favoreciendo a la agricultura y su temporada de lluvias que va desde fines de diciembre hasta fines de abril.
- Su época seca está entre los meses de junio, agosto donde las temperaturas en el día pueden llegar hasta los 25 °C y por las noches pueden descender a –4 °C (Cajamarquilla, Acas), dependiendo de los fenómenos atmosféricos de la zona de cada distrito y en las partes bajas que son más abrigadas (Aco, Pimachi, Llipa, Churlín, Huanchay, Alpas, Cochas, Llamachupan, Lacchas, La Florida, Venado Muerto, Choque) es favorecido a la fruticultura.

- El clima templado son acondicionados por las condiciones atmosféricas que se ven las 4 estaciones bien definidas como el invierno, otoño, primavera y verano.

### Biodiversidad y recursos naturales

#### Sector flora y fauna
Dentro de la flora y fauna, existen entre ellas, varias en peligro de extinción, las comunidades deben conservan este recurso que nos brinda la naturaleza.
| Flora | Fauna                                          | Distrito                                                               |
| --- | ---------------------------------------------- | ---------------------------------------------------------------------- |
| Queñual (Polylepis spp.), quishuar (Buddleja incana), hichus, escorsonera, huamanrripa                                   | vicuña, cóndor, gaviota andina, venado, taruca | Ocros, Acas, Santiago de Chilcas, Raján, Congas, Llipa y Cajamarquilla |
| Retama, aliso,Baccharis latifolia (chilca), Acupalla, Amancaes, orquídea                                                 | zorro, erizo, vizcacha                         | Ocros, Acas, Chilcas, Congas, Raján, Cajamarquilla y Llipa             |
| Sauco, Baccharis latifolia (chilca), pitajaya (noni), Yerba santa (Eriodictyon californicum), molle, orquídea, eucalipto | perdiz, buitre, picaflor, zunzún               | Ocros, Huanchay, Congas, San Pedro                                     |
| Marco, orquídea, retama, Acupalla, molle                                                                                 | tórtola, loro, gallinazo, bubo, cuculi         | Ocros, Acas, Congas                                                    |
| Eucalipto, Baccharis latifolia (chilca), huallanca (espina), amancaes kikuyo                                             | culebra, erizo, pájaro-carpintero              | Ocros, Congas y San Pedro                                              |
| Ciprés, aliso, molle, Yerba santa (Eriodictyon californicum), marco                                                      | halcón, sapo, cernícalo                        | Ocros, Carhuapampa, Huanchay, Congas                                   |
| Palmera,Baccharis latifolia (chilca), pitajaya (noni), pinos, Amancaes, sauce, tuna                                      | culebra, víbora, puma                          | Ocros, Llamachupán, Huanchay, Cochas, Venado muerto.                   |

*Fuente:(E.Espinoza M).

## Evolución histórica

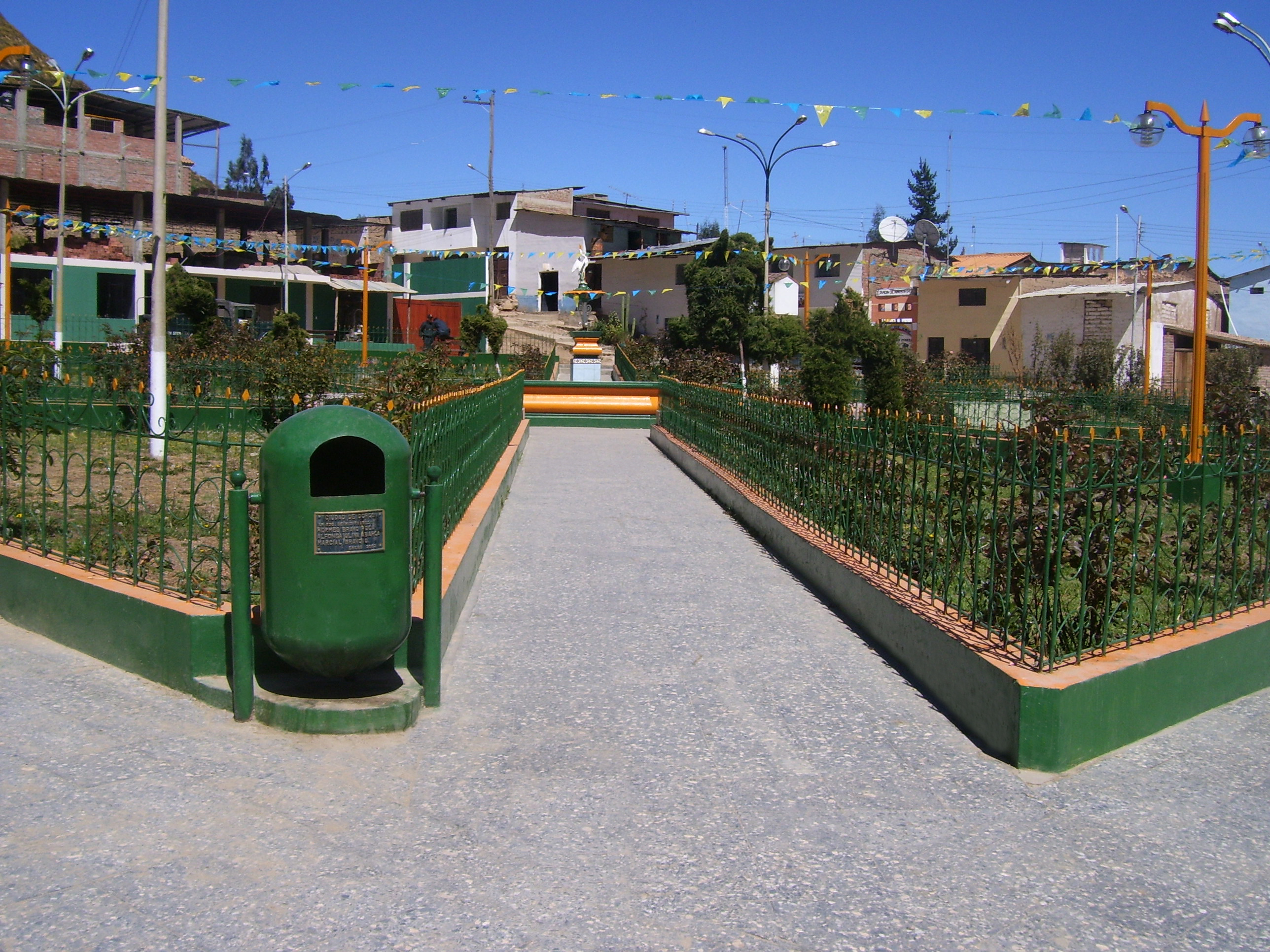

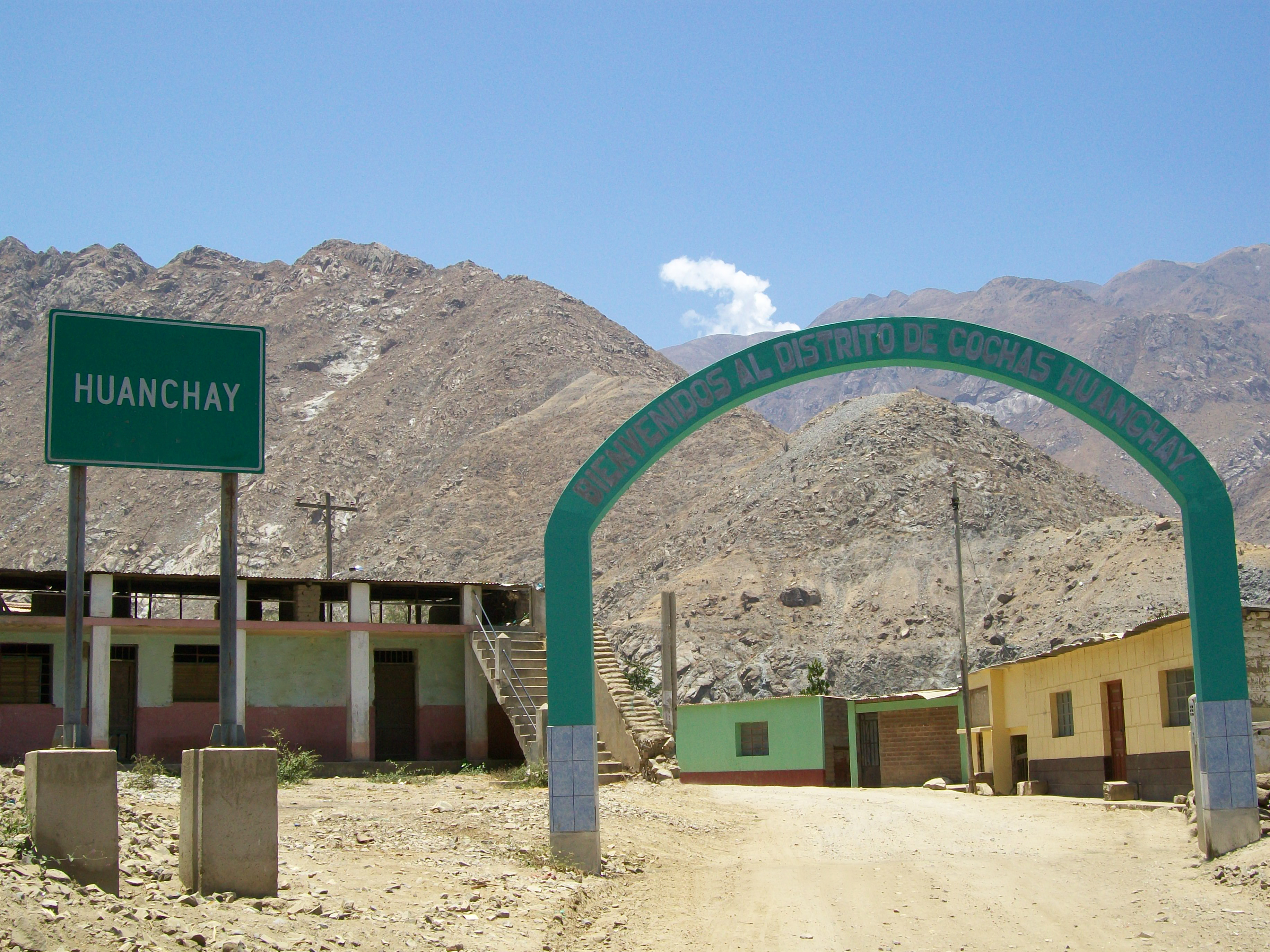

### Época preincaica
- Ocros es un pueblo muy antiguo dentro de la zona quechua, que comenzó como una comunidad primitiva aproximadamente 10 000 a. C.), pasando por una serie de periodos(10 000-5000-2000-700) por autonomía, formativo y luego después de Cristo pasa por los periodos culturales de desarrollo (100 a 1200) expansión (1200 a 1400), Imperio incaico (1400 a 1532).
- Ocros como pueblo antiguo tiene historia cronológica en la cultural andina que comenzó como comunidad primitiva antes de Cristo, pasando por salvajismo (lítico, cazadores, recolectores, luego arcaico), por un periodo formativo, donde la cultura de Chavín tuvo influencia geográficamente (radio de acción de la cultura chavín, 1000 a. C).

### Época inca
- 1490-1495: El territorio ocrosino fue conquistado en el gobierno del inca Pachacútec, para aquel entonces gobernaba Coque Poma, la jurisdicción pertenecía al Chinchaysuyo (Tawantinsuyu, nombre original que tuvo el imperio, significa en quechua 'las cuatro regiones'), y proviene de la división en suyos que tuvo el Imperio inca, que comprendía los pueblos de Ocros, Cochas y Acas.

### Época de la conquista
- 1534: Se inicia con el sometimiento del cacique ocrosino Caxa malqui, que fue bautizado por los españoles en Cajamarca con el nombre de Rodrigo, por ser un personaje que acompañaba al inca Atahualpa en Cajamarca.
- 1584: El obispo Toribio de Mogrovejo, en la época virreinal, realizó dos visitas a esta zona, la 1.ª fue a fines de 1584, llegando a Ocros, Acas, Raján, Cajamarquilla, Cajacay, Huayllacayán y Ticllos. La 2.ª visita la realizó el 9 de julio de 1593, visitó la doctrina y curato de San Agustín de Cajacay, San Benito de Huayllacán, San Juan Bautista de Colquioc.

### Época colonial
- 1714: Ocros, Acas y Cochas pertenecía a la provincia de Cajatambo de la Intendencia de Tarma.

### Época de la liberación
- Fue una época histórica del Perú con diferentes rebeliones en Huánuco y Cuzco.
- Por el territorio de Ocros se desplazaron los conspiradores que colaboraron con San Martín, el cura Uribe de Aija y en la presidencia de Luzuriaga en el año 1821. Apoyaron a Sucre en su campaña previa a la batalla de Junín.

### Época republicana
- 1839 (20 de enero): Santa Cruz fue derrotado en la batalla de Yungay, huyó con destino a Lima pasando por el pueblo generoso de Ocros que se hospedó en el Convento de los Dominicos existente en aquel tiempo, donde le proporcionaron dinero y un caballo del gobernador de Ocros para proseguir su viaje a Lima.

- 1883 (julio): El coronel Leoncio Prado estuvo en Ocros buscando hombres y víveres para ayudar al Brujo de los Andes mariscal Andrés Avelino Cáceres (nacido en Ocros de Ayacucho), quien se dirigía de Tarma al callejón de Huaylas perseguido por los Chilenos. El Brujo de los Andes tuvo la oportunidad de pasar por Ocros, cuando vino de la sierra central pasando por Cajatambo-Ocros, pernoctó y prosiguió rumbo al Callejón de Huaylas (batalla de Huaylas).

- 1851: La provincia de Cajatambo perteneció al departamento de Áncash por la ley del 15 de noviembre de 1851, desligándose del departamento de Junín. Su capital, la villa de Cajatambo, con los siguientes distritos: Acas, Ámbar, Aquia, Andajes, Cajacay, Cajatambo, Caujul, Chiquián, Cochas, Cochamarca, Gorgor, Ocros, Oyón, Pacllón y Ticllos. Los Curatos de Cajatambo, para entonces existían curatos en:Acas, Ámbar, Cajacay (Lampas), Chiquián, Cochas, Gorgor, Ocros, Mangas, Ticllos, Andajes y Churín.

- 1857: Ocros, Acas, Cochas, Cajacay, Chiquían, creación por ley de la época de independencia de 1825 y ratificados el 2 de enero de 1857.
- 1877: El distrito de Ocros de la provincia de Cajatambo, departamento de Áncash, contaba con una población de 4637 habitantes en comparación con otros distritos y abarcaba las comunidades de Copa y Choque.

- 1990: Fue la creación política de Ocros como provincia del 19 de junio de 1990 por Ley 25262 por el presidente constitucional de la República del Perú Alan García Pérez y Guillermo Larco Cox, presidente del Consejo de Ministros y ministro de Relaciones Exteriores.

- 1996: Por vez primera llega un presidente de la República del Perú el día de su aniversario (Alberto Fujimori Fujimori). Dejó obras para ciudad de Ocros como el Reservorio de Yanameco, escuelas, colegio, emboquillados de las calles, en momentos tan difíciles en el país y donación de movilidad para la iglesia, para policía, para la comunidad campesina, para el área de Salud y entre otras.

## Economía

### Actividad económica
- La actividad económica es la ganadería, la agricultura, la artesanía, con posibilidad al turismo y piscicultura.
- Está considerada una de las provincias más próspera dentro del departamento de Áncash en la ganadería de ganados vacunos mejorados y en la producción frutícola de palta hass, melocotón (durazno), manzana, vid (vitis vinifera), plátano ( banano, musáceas), kiwi con posibilidades a sembrarse (Actinidia deliciosa), vid, olivo, sanki(pitajaya) y el aguaymanto.

#### Bancos y financieras
- Banco de la Nación

### Sector ganadero

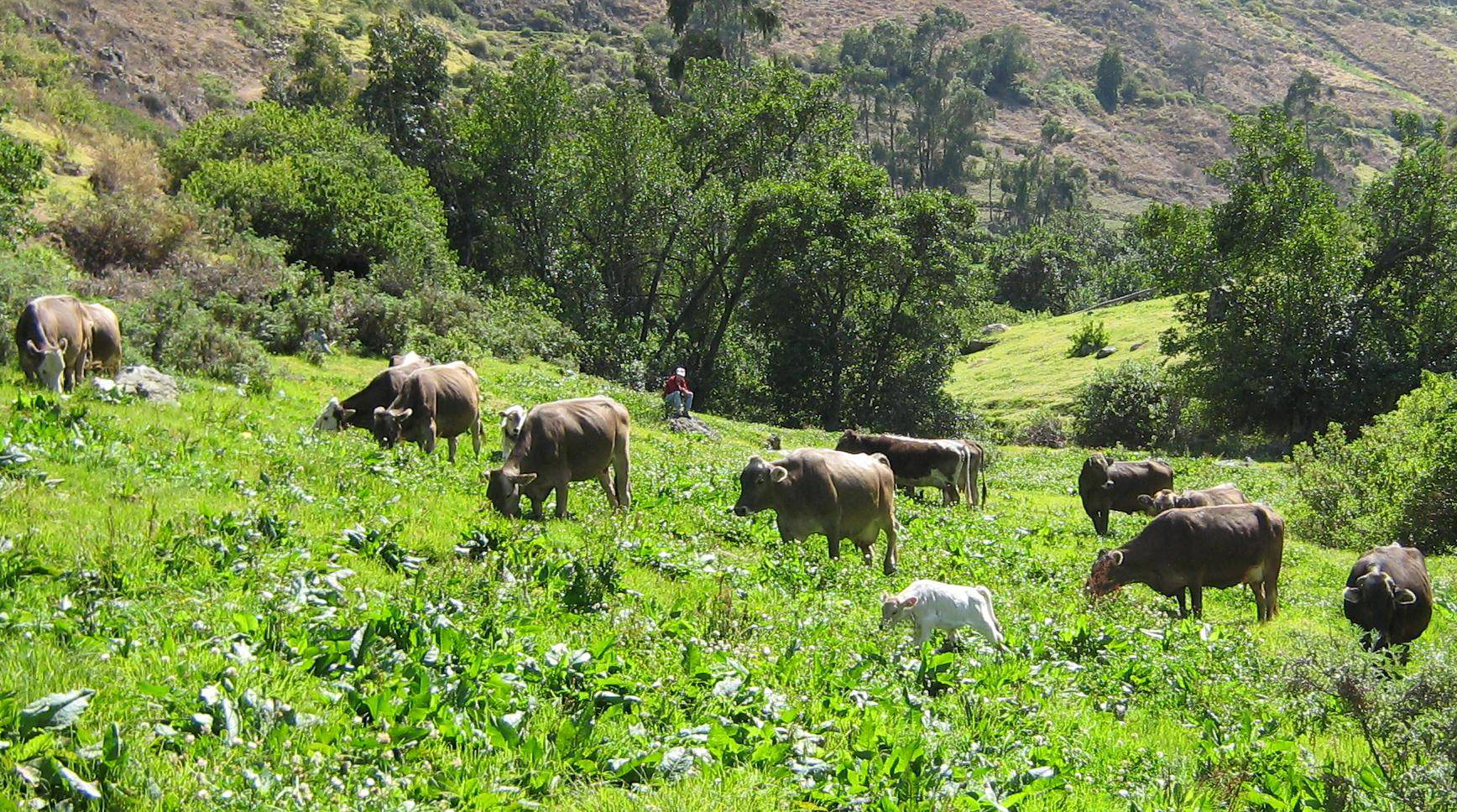

- El ganado vacuno de raza Brown Swiss es para la producción de leche y carne.
- La ganadería vacuno, ovina y caprina, es tradicionalmente, uno de los ejes de la economía ocrosina.

| Ganado      | Unidades | N.º vacunos |
| ----------- | -------- | ----------- |
| Brown Swiss | unidades | 10 000      |
| Holstein    | unidades | 200         |
| Criollos    | unidades | 5000        |
| Jersey      | unidades | 80          |
| otras       | unidades | 1000        |
| total       | unidades | 162 080     |

*Fuente: Dirección de Información Agraria. Huaraz, abril de 2008.

### Sector agrícola
- La producción de alimentos proviene generalmente de la agricultura y de la ganadería vacuno, ovina y caprina, es tradicionalmente, uno de los ejes de la economía ocrosina.

- Sus principales recursos agrícolas en cultivos andinos son quinua, papa, maíz, olluco y yacón.

- Productos de agroexportación como la tara Caesalpinia spinosa, como tunas, Opuntia, la cochinilla del carmín (Dactylopius coccus), orégano, maíz morado, maíz choclo gigante, yacón, el ají páprika y frijol.

- Mate Burilado: Lagenaria siceraria también conocido como Lagenaria vulgaris, es una planta que crece la en la zona baja de la sierra en el Perú, los mates burilados son usados en la artesanía con figuras geométricas talladas con escenarios reales de la vida, emplean un buril sobre el mate. Los frutos presentan distintas formas desde redondas, cilíndricas y curvilíneas, estos usados como plato para la alimentación y las bebidas. Actualmente en el departamento de Áncash lo podemos encontrar en la zona de Ocros, Lacchas, Cochas y Choque, en estos lugares era muy común los porongos para el llevar sus aguas y los llamados potos lo usan para hacer sus mantequillas casi todos los pueblos de la provincia de Ocros.

- Existen una serie de ecotipos que se están probando su cultivo en estas zonas para ser comercializados a los artesanos de los mates burilados. La zonas propicias en Ocros son: La Florida, Membrillo, Lacchas, Aysha, Corte, Tararure, Rakcrac y en la quebrada de Ayar.
- En la zona de Choque, Carhuapampa, San Pedro, Churlín, Huanchay, Cochas para hacer trabajo de mate burilado para exportación.

- Cultivos como cereales: maíz, cebada, trigo.

### Sector frutícola
- En la zona baja (sierra baja) la fruticultura prosperan muy bien por el tipo de suelo y clima para los cultivos de palta hass, duraznero (Prunus persica), manzana, vid y plátano. Zona como Huanchay (Alpas, Cochas, Venado Muerto( California), distrito Acas (LLamachupán), Ocros (Lacchas, Aysha, La Florida, Tararure, Infernillo, Membrillo),
- Distrito Carhuapampa (Aco, Pimachí, Mayush), San Pedro (Choque, Julquillas, Churlín),
- Distrito de San Cristóbal de Raján, distrito Cajamarquilla y distrito de LLipa.

### Atractivos turísticos
- Las culturas que más han sobresalido son las de Ocros, Acas y Raján Viejo.

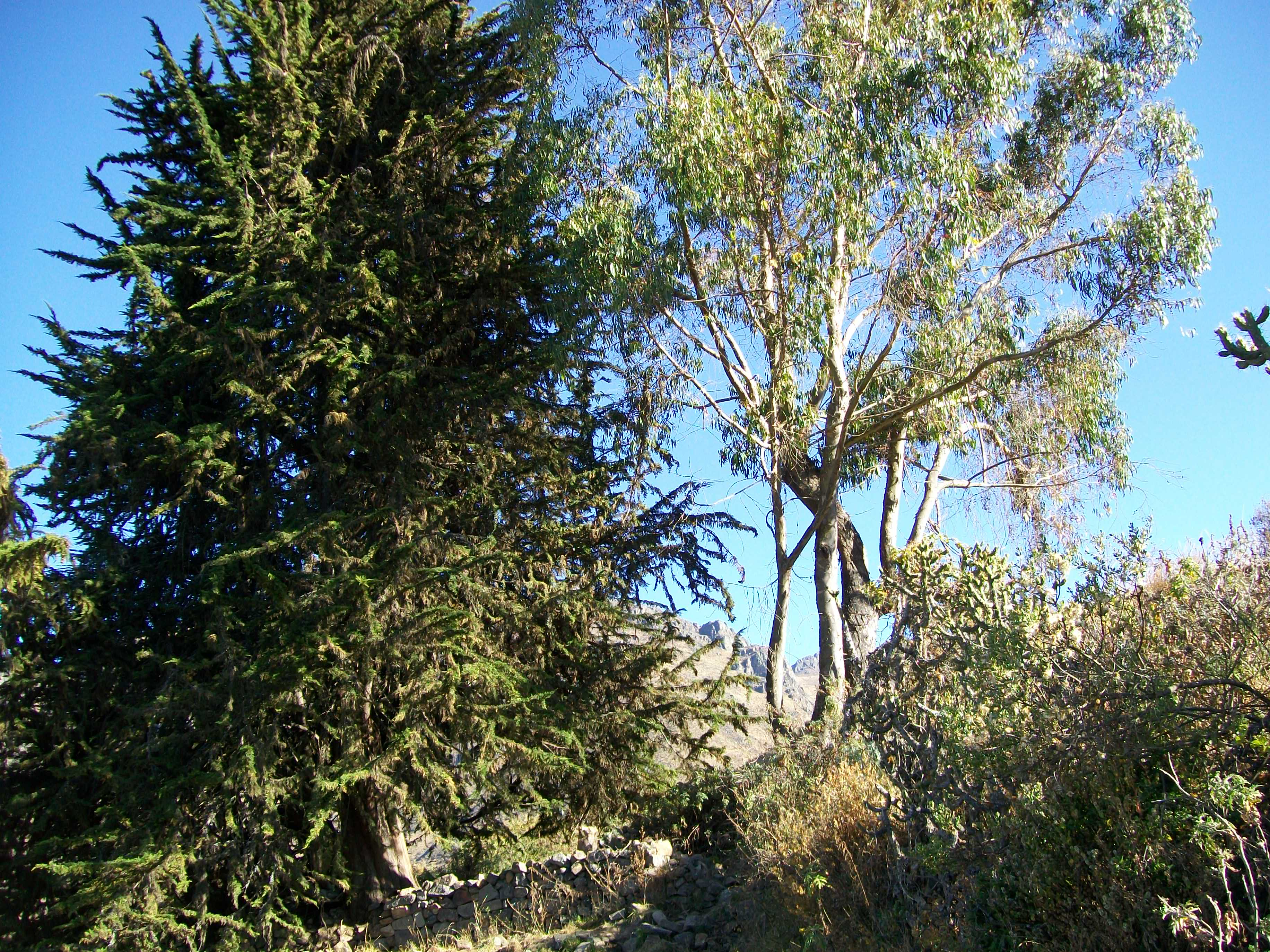

#### Ocros
- Plaza de Arma: Se encuentra una pileta central de color verde y amarillo, dentro de la escultura descasa un ave representativa, también se aprecia quenuales, pinos, cipreses y flores de rosas.
- Marca: Este sitio arqueológico se encuentra en la cima de un cerro, con una serie de estructuras de piedra; se aprecian varias tumbas de la época prehispánica, con socavones de forma circular con un diámetro aproximadamente de 1.7 m × 3.30 m de profundidad construidos con piedras labradas, observamos restos óseos humanos como cráneos, húmeros y fémures. Su importancia por los vestigios de la cultura preinca localizado en el cerro de Marca, encontrándose sus ruinas arqueológicas que testimonian la existencia de aillus y llactas, que existe excavaciones de cráneos (dialico-céfalos), tejidos y calhuas.

- Tenemos los sitios arqueológicos de Marca, Chinches, Condorcayán, Ayar.

- Ayar y Ancapa: Existen andenes antiguos que fueron parajes venados, viscachas, perdices y zorros andinos.
- Aillu de Chinches: Se encuentran vestigios de esta cultura de los antiguos pobladores, se han encontrado cráneo con trepanación y momias en forma de junclias y acompañadas de sus utensilios.
- Aillu de Chasquitambo: La cultura de aillus de Chasquitambo, conocida como chocas, tuvo acercamiento de su cultura con los aillus de Chinches de Ocros.
- Llacoy de Condorcayán: En Condorcayán existe una huaca donde adoraban al sol los antiguos pobladores de la zona de Ocros Carhua.

#### Acas
- Tenemos Yananque, Intijecanan, Carhuashcantu, Pejpún, tunas y entre otras. Sus lagunas de Condorcocha, Tilliscocha, Yanacocha

#### Raján
- Existen restos arqueológicos a pesar del tiempo transcurrido pueden verse hasta la actualidad (Raján Viejo).

#### San Pedro de Copa
- Posiblemente se desarrolló una cultura en Mantamarca que se observa hasta la fecha ruinas y andenes de piedras;y en la zona de Cacapata se observan piedras talladas.
- Esperamos que el Instituto Nacional de Cultura (INC) tenga en cuenta por el cuidado de los sitios arqueológicos de los pueblos que conforman la nueva provincia de Ocros dentro del departamento de Áncash, Perú, que establece que los pueblos indígenas mantuvieron estrecha relación entre sus pueblos con la minka, el ayni, está tradición se mantiene en muchas comunidades de Perú, Bolivia y Ecuador, de lo contrario estaríamos depredando lo valioso, quedando en el olvido las manifestaciones culturales ancestral y la herencia social de nuestros pueblos deben trasmitirse de generación en generación.

## Cultura

### Religión
- La población del Perú es 89 % católica, 6.7 % evangélica y 2.6 % otras religiones.
- Predomina la religión cristiana católica. Se estima que el 98 % de la provincia de Ocros son católicos.
- El grupo de cristianos protestantes de la provincia de Ocros no llega más allá del 2 % de la población total.

### Festividades
- Las festividades patronales son fundamentalmente religiosas, las mismas que se celebran con gran pomposidad. Acompañan bandas de músicos de LLipa, Huanri, Congas, Chilcas y entre otras, la cual es la atracción turística para los pueblos y centros poblados de Ocros.

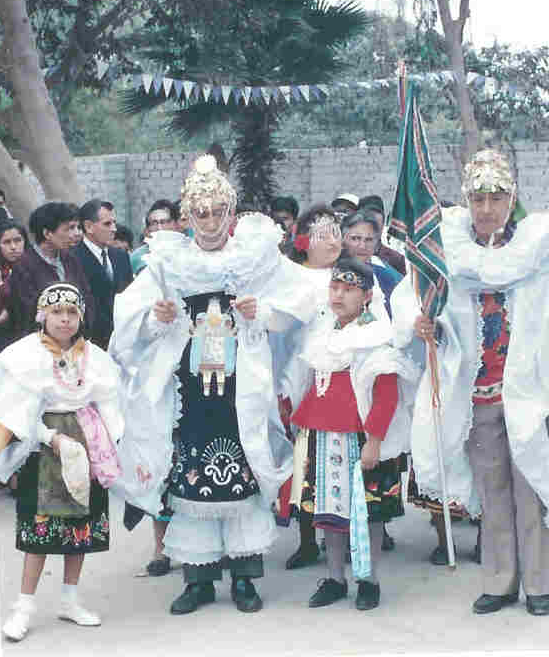

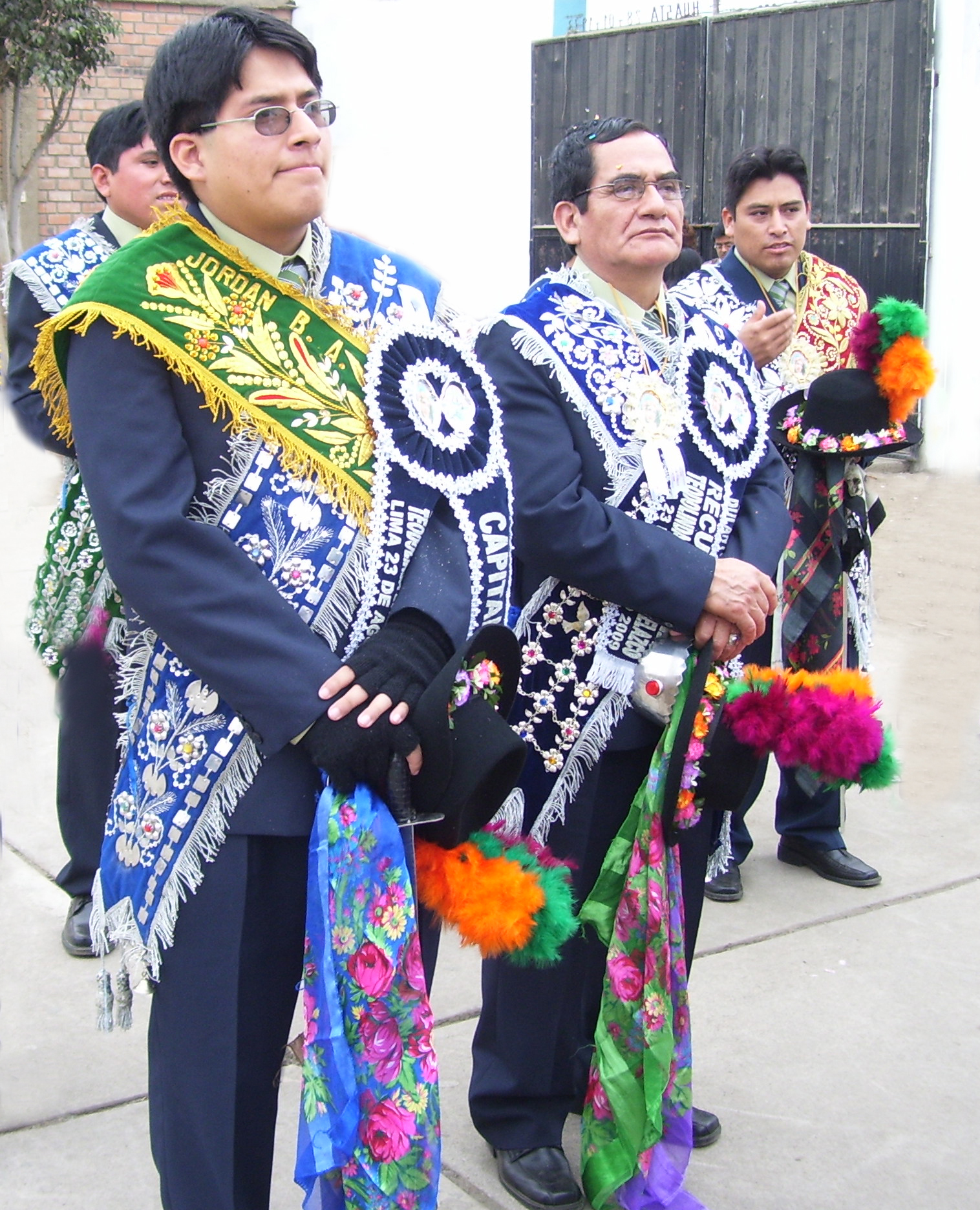

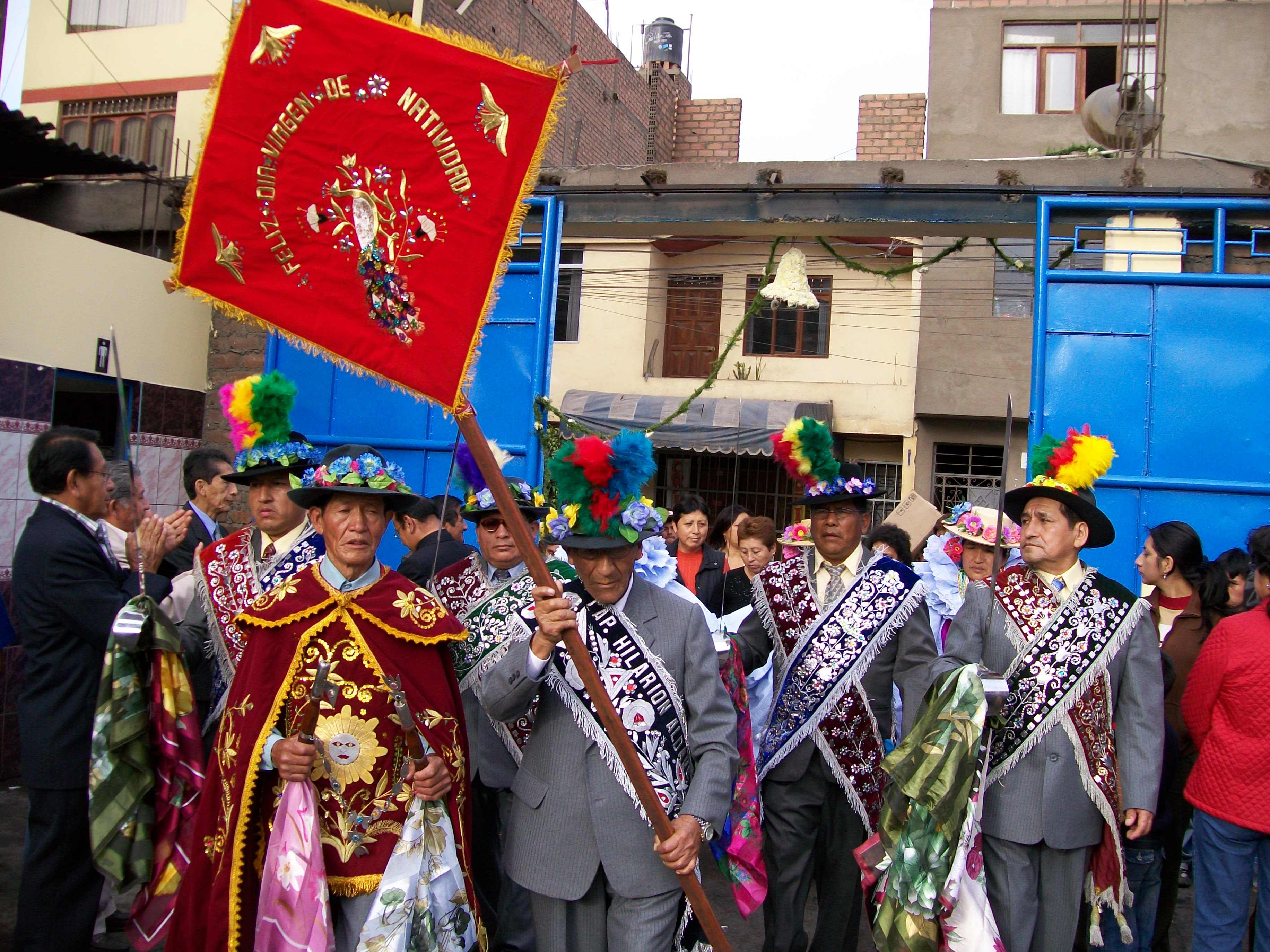

- El huayno, la banda, la huayllushada, el pasacalle, son peculiares dentro de las fiestas tradicionales que se celebran cada año, que expresan sus emociones y sentimientos han sobresalido los cantantes como Diony Dueñas (Bellavista), José Prieto (Chacchaco-Ocros) y en la actualidad están triunfando cantantes: María Espinoza (Congasinita de Oro), Esther Suárez (Ocrosina de Oro), Gloria Vargas (Oncoynita), Dalila Ramírez (Chilcas), Francisco Rojas (Oncoy), otros.
- Estas cantantes no solo actúan en Ocros, cantan en diferentes escenarios del país. La banda, es un conjunto musical compuesto por instrumentos de percusión y de viento, sus estilos que interpretan cumplen con un ordenamiento que deben ceñirse, a la fiesta y de las ceremonias en las festividades de cada pueblo.
- Hoy la provincia de Ocros está considerada la que tiene las mejores bandas de música en el departamento de Áncash y a nivel nacional. En muchas oportunidades, han brindado gran espectáculo musical en Estados Unidos.
- Para las fiestas tenemos Banda de Huanrri, Banda de LLipa, Banda de Congas, Banda Santo Domingo Ocros, Banda As Ocros, Banda de Raján, Banda de Pimachí, Banda de Chilcas, Banda de Choque, Banda de Acas, entre otras.

#### Sus estampas costumbristas que sobresalen son
- el capitán y acompañante.
- el rey inca, Rumiñahui (Sinchi Runa), pallas (ñustas y el sargento)
- la estandartera
- los diablitos
- los negritos
- los danzantes
- las kiyayas
- los pastorcillos

Misión del Instituto Nacional de Cultura (INC)
- Investigar, registrar, promover, defender, conservar y difundir las manifestaciones culturales y el Patrimonio Cultural de la Nación, para contribuir al desarrollo nacional, con la participación de la comunidad, el sector privado y la integración internacional.El Reglamento de la Organización y Funciones del INC está amparado por el Decreto Supremo 027-2001-ED del 20 de abril de 2001.

## Gastronomía tradicional
- Son platos de peruanidad que se conservan hasta el día de hoy, que se brinda en los diversos platos en las fiestas religiosas patronales, aniversario, fiestas familiares (bautismo, kitañaque, techado de casa, matrimonio) y en la tareas comunales (rodeo, relimpia de acequias, caminos) se tiene una diversidad de potajes, generalmente solicitadas en las fiestas patronales de cada pueblo, muy bien sazonadas con aromas propias de la zona como el chincho, huacatay, hierbabuena y orégano.

| Carnes                            | Platos                                   | Postres                            | Bebidas        |
| --------------------------------- | ---------------------------------------- | ---------------------------------- | -------------- |
| Picante de cuy (Cavia porcellus)  | Pari caldo, papa con queso               | Torta, mazamorra de calabaza       | Chicha de maní |
| Chicharrón                        | Papa rellena, humita, tamal              | Alfajor, arroz con leche           | Calientito     |
| Charqui, anticucho                | Patasca, carapulca                       | Picarones, champús, tocush, huatia | Chicha morada  |
| Caldo de cabeza, caldo de gallina | Ají de gallina, locro                    | Mazamorra morada, frijol colado    | Chicha de jora |
| Pachamanca                        | Locro, chasqui, chupe, cebiche de trucha | Empanada, bizcochuelo              | Chinguirito.   |

* Fuente: E. Espinoza M.

## Medios de comunicación

### Vías de comunicaciones
- Ocros se encuentra a 108 km de distancia de la ciudad de Barranca, a 308 km de Lima y 133 km de Huaraz, con un trayecto que garantiza un viaje inolvidable para los turistas, por la belleza natural de su paisaje.

#### Carreteras de nexo con la ciudad de Ocros
- Son aquellas que unen a las poblaciones rurales de la sierra con algunos pueblos de la sierra y de la costa.
- Vía terrestre en bus: Vía Lima-Ancón-Huacho-Haura-Supe-Barranca: 2.45 horas.
- Vía terrestre en bus: Vía Huaraz-Recuay-Conococha-Punta de Chonta-Oncoy-Ocros: 4 horas.
- Vía terrestre en bus: Vía Barranca-Pativilca-Huayto-La Vega-Cochas-Alpas-Huaylias Grande-Huanchay-Corte-Ocros: 4 horas.
- Según el circuito turístico se pueden entrar vía Conococha-Ocros a la vista se ve el nevado de Yerupajá de 6634 m s. n. m. (parte de la cordillera de los Andes), pila pampa considerada como el manantial «suerte de los viajeros» (dicen los antiguos pobladores de Ocros creencia de los viajeros del Callejón de Conchucos), Punta de Chonta (paraje o curva de Luis Pardo), Oncoy, Ocros y salir por vía Pativilca.

## Educación

### Colegios públicos
- Educación inicial: 23
- Educación primaria: 34
- Educación secundaria: 11

### Instituto superior tecnológico
- Instituto superior tecnológico: 1